# 욕망의 법칙 (2012년 영화)
욕망의 법칙(El sexo de los angeles , The Sex of the Angels)은 브라질에서 제작된 사비에르 빌라버드 감독의 2012년 드라마 영화이다. 로렌크 곤잘레스 등이 주연으로 출연하였다.

## 출연

### 주연
- 로렌크 곤잘레스
- 알바로 세르반테스
- 아스트리드 베흐제 프리스베

### 조연
- 소냐 멘데즈
- 줄리에타 마로코
- 마크 그라시아 코트

## 제작진
- 미술: 오리올 퓌그
- 의상: 애너 폰스
- 섭외: 펩 아르멘골